# Pyrgocythara plicosa
Pyrgocythara plicosa é uma espécie de gastrópode do gênero Pyrgocythara, pertencente a família Mangeliidae.